# والتر فريدريك غيل
والتر فريدريك غيل (بالإنجليزية: Walter Frederick Gale)‏ هو عالم فلك أسترالي، ولد في 27 نوفمبر 1865 في بادينغتون ‏ في أستراليا، وتوفي في 1 يونيو 1945 في Waverley, New South Wales ‏ في أستراليا.